# Percis
Percis is een geslacht van straalvinnige vissen uit de familie van harnasmannen (Agonidae). Het geslacht is voor het eerst wetenschappelijk beschreven in 1777 door Scopoli.

## Soorten
- Percis japonica Pallas, 1769
- Percis matsuii Matsubara, 1936